# Jack Cooley
Jack Ryan Cooley (ur. 4 kwietnia 1991 w Evanston) – amerykański koszykarz występujący na pozycji silnego skrzydłowego, aktualnie zawodnik Ryukyu Golden Kings Okinawa.
17 października 2015 podpisał umowę z klubem Cleveland Cavaliers. 29 lipca 2017 podpisał umowę z Sacramento Kings, na występy zarówno w Sacramento, jak i zespole G-League – Reno Bighorns.
27 lipca 2018 został zawodnikiem włoskiego Dinamo Sassari.
4 lipca 2019 dołączył do japońskiego Ryukyu Golden Kings Okinawa.

## Osiągnięcia
Stan na 4 lipca 2019, na podstawie, o ile nie zaznaczono inaczej.
NCAA
- Uczestnik:
  - II rundy turnieju NCAA (2011)
  - turnieju NCAA (2010–2013)
  - meczu gwiazd NCAA – Reese's College All-Star Game (2013)
- Największy Postęp Konferencji Big East (2012)
- Zaliczony do:
  - I składu:
    - Big East (2013)
    - turnieju Coaches vs. Classic (2013)

  - II składu Big East (2012)

Drużynowe
- Mistrz FIBA Europe Cup (2019)[4]
- Wicemistrz Włoch (2019)[4]
- Finalista Superpucharu Hiszpanii (2015)

Indywidualne
(* – nagrody przyznane przez portal eurobasket.com)
- Najlepszy środkowy*:
  - FIBA Europe Cup (2019)[4]
  - ligi włoskiej (2019)[4]
- Uczestnik meczu gwiazd ligi niemieckiej (2017)[6]
- Zaliczony do:
  - I składu*:
    - FIBA Europe Cup (2019)
    - ligi włoskiej (2019)[4]
    - zawodników zagranicznych:
      - FIBA Europe Cup (2019)
      - ligi włoskiej (2019)[4]

  - III składu ligi niemieckiej BBL (2017)*[6]